# Römische Kaiserzeit

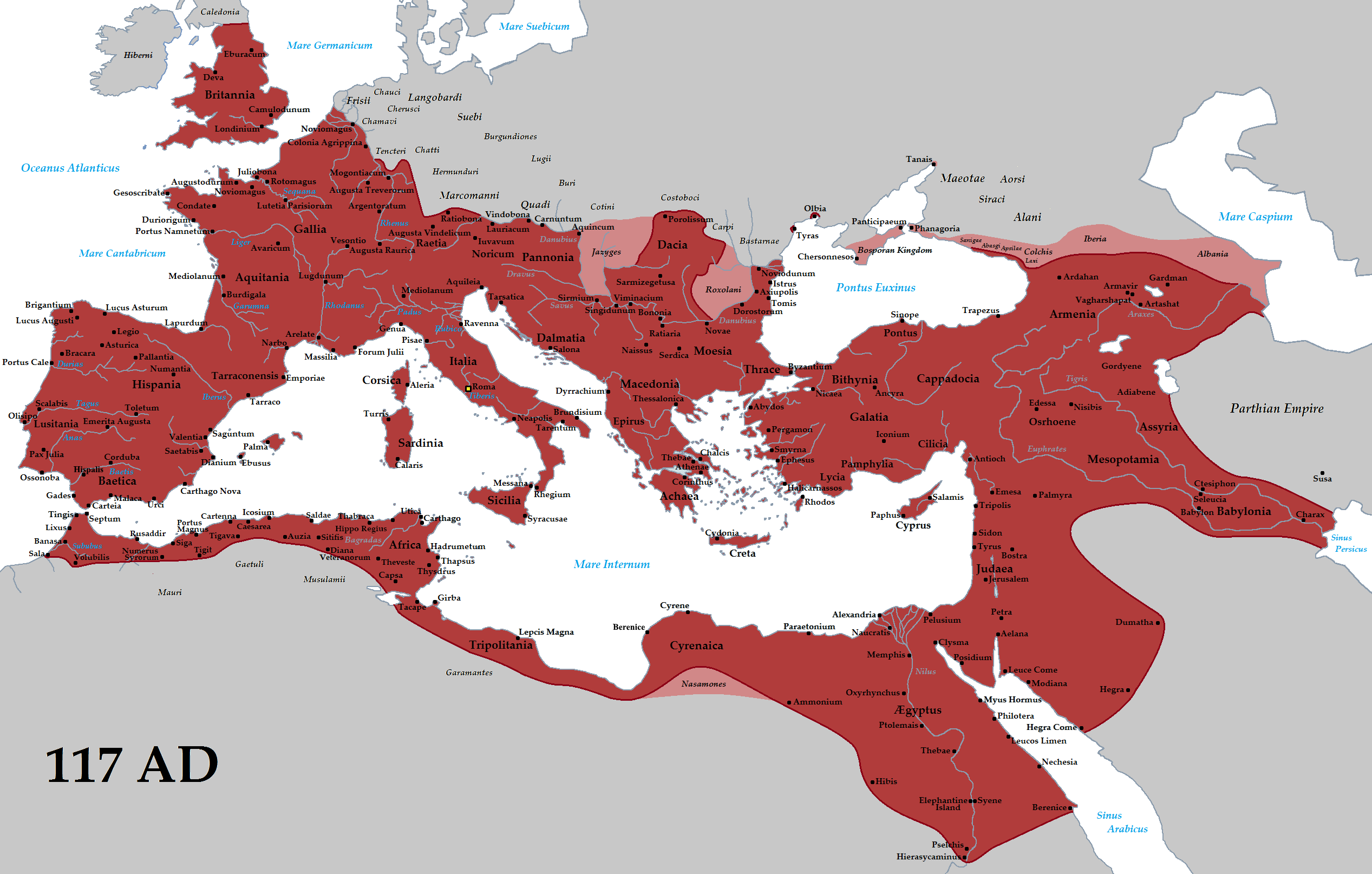
Das Römische Reich in seiner größten Ausdehnung beim Tod Kaiser Trajans 117 n. Chr. Die Provinzen Armenia, Assyria und Mesopotamia standen allerdings nur wenige Jahre unter römischer Kontrolle.

Die Römische Kaiserzeit (27 v. Chr. bis 284 n. Chr.) bildet einen Epochenabschnitt der klassischen Antike, zwischen der von Expansion und Anpassungskrisen bestimmten späten Römischen Republik und der Spätantike (284 bis 641 n. Chr.), in welcher der Mittelmeerraum einen Transformationsprozess durchlief und Westrom unterging.
Die von Augustus ausgehende Neuordnung des Staatswesens, die den Prinzipat begründete, bildet den unbestrittenen Auftakt der kaiserzeitlichen Epoche. Ihr Ende dagegen kann mit jeweils plausibler Begründung unterschiedlich datiert werden. Die herkömmliche Epochengrenze bildet die Absetzung des letzten weströmischen Kaisers Romulus Augustulus im Jahre 476, doch sieht die neuere Forschung dieses Datum immer weniger als eine wirkliche Zäsur an (siehe dazu Ende der Antike).
Vieles spricht dafür, den Wandel des Herrschaftssystems unter Diokletian und die Hinwendung Konstantins des Großen zum Christentum, also die Jahre um 300, als den Endpunkt der „klassischen“ Römischen Kaiserzeit zu betrachten, da sich damals eine Reihe von grundlegenden Veränderungen vollzog. Althistoriker verstehen unter der „Kaiserzeit“ daher heute normalerweise nur die Epoche des Prinzipats zwischen 27 v. Chr. und dem Ende der Reichskrise des 3. Jahrhunderts 284 n. Chr. An diesen Epochengrenzen orientiert sich der vorliegende Artikel. Zwar gab es auch nach 284 noch römische Kaiser (im Westen bis 476 und im Ostreich noch lange danach), sie herrschten aber in einem stark veränderten Umfeld.

## Augustus und die julisch-claudische Dynastie

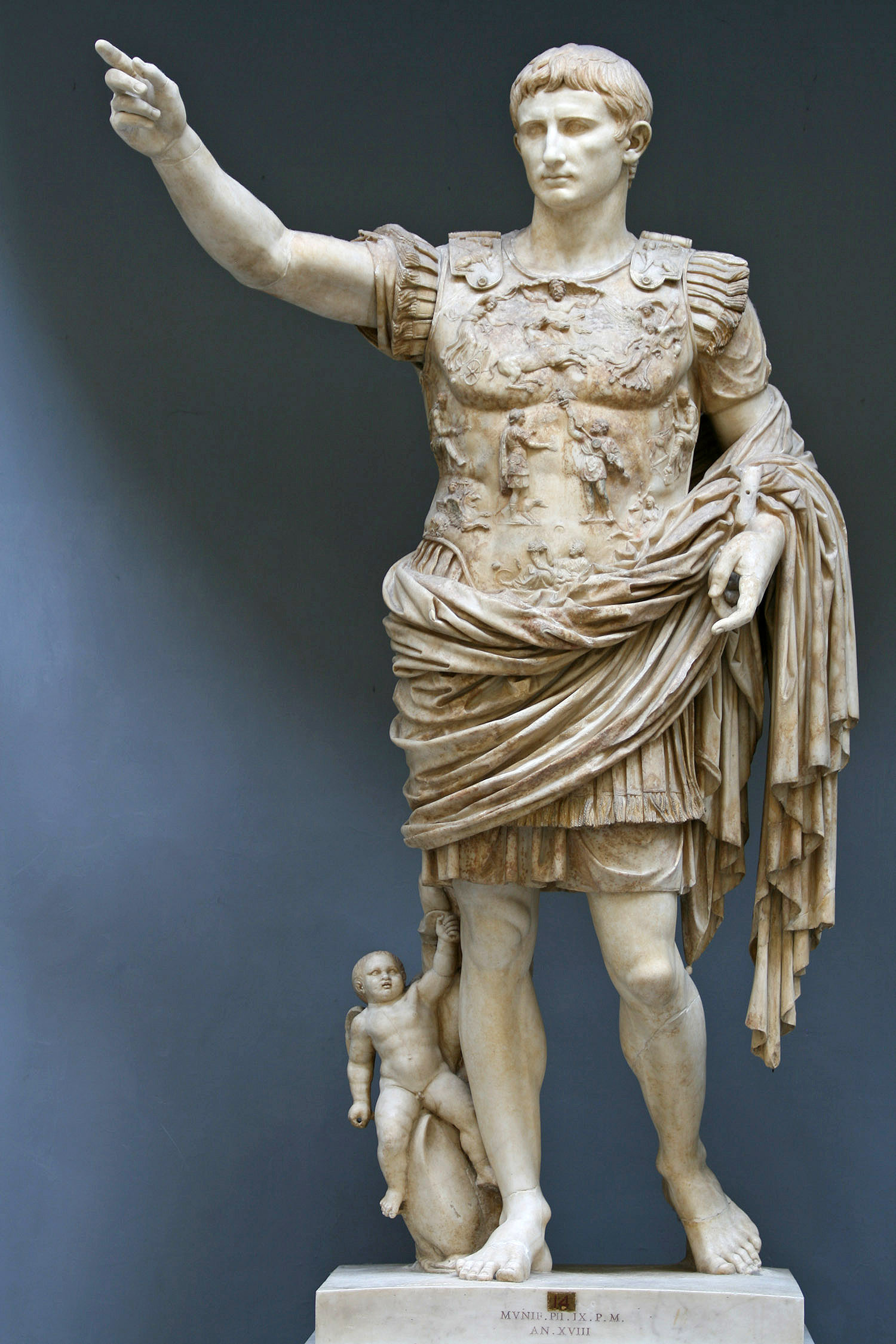
Augustusstatue von Primaporta, heute in den Vatikanischen Museen

Die Römische Republik befand sich in den letzten hundert Jahren ihrer Existenz, seit den Reformversuchen der Gracchen, in einer Phase des permanenten Bürgerkrieges. Octavian, der später Augustus genannt wurde und sowohl Großneffe als auch Adoptivsohn Gaius Iulius Caesars war, hatte im Machtkampf im Anschluss an Caesars Ermordung zunächst dessen Mörder überwunden und anschließend seinen ehemaligen Kollegen im Triumvirat, Marcus Antonius, der angeblich gemeinsam mit Kleopatra von Ägypten aus ein hellenistisches Königreich zu errichten drohte, bei Actium 31 v. Chr. besiegt. Augustus legte dann im Januar 27 v. Chr. seine im Bürgerkrieg errungene Alleinherrschaft vorgeblich nieder, doch ließ er sich dafür die Amtsvollmachten eines Volkstribunen und Oberbefehlshabers über die Legionen der Grenzprovinzen verleihen und periodisch erneuern, was künftig die formale Basis des Kaisertums war (siehe Prinzipat). Damit gelang ihm die Verrechtlichung seiner Macht.
Propagandistisch legitimierte er seinen Herrschaftsanspruch durch öffentliche und private Bauvorhaben, Schenkungen an die plebs, die Einbindung seiner Person in den beginnenden Kult und die Verherrlichung des durch Beendigung der Bürgerkriege erreichten inneren Friedens in Architektur (Ara pacis) und Dichtung, die ihre klassische Blütezeit erfuhr (Vergil, Horaz, Ovid). Den durch Bürgerkriege und Proskriptionen, später auch durch Umstrukturierungen kraft des Zensorenamtes personell stark veränderten Senat hatte Augustus durch Begünstigungen auf seine Seite gezogen: Die Nobilität wurde weitgehend entmachtet, behielt aber ihre herausgehobene soziale Position. Unter Ausschöpfung des verfassungsrechtlichen Spielraums hatte Augustus somit als erster Bürger Roms (princeps) die permanente Alleinherrschaft gewonnen und dabei den Fehler seiner Vorgänger vermieden, in den Verdacht zu geraten, die verhasste Königsherrschaft wiederherzustellen bzw. eine Tyrannis zu errichten. In seinem Tatenbericht (Res Gestae Divi Augusti) nennt Augustus sich an Ansehen (auctoritas) überlegen, an Amtsgewalt seinen Kollegen jedoch gleichgestellt. Dies war angesichts der Sondervollmachten und Machtmittel des princeps zwar eine Lüge, doch bildete diese Fiktion 300 Jahre lang die ideologische Basis der römischen Monarchie.
Die Stadt Rom wurde ihrer politischen Bedeutung entsprechend architektonisch und administrativ neu gestaltet, wie durch Herrschaftsanlagen, Tempelpflege, Spiele, Bäder sowie die Einrichtung einer Feuerwehrtruppe und einer mit polizeiähnlichen Aufgaben betrauten städtischen Garde, deren Oberbefehlshaber eine Art kaiserliche Stellvertreterposition einnahm. Auf sozialem Gebiet versuchte Augustus weitgehend erfolglos den Mitgliederrückgang der altadligen Patrizierfamilien durch verschärfte Ehegesetze zu lösen. Unter Augustus wurde das Reich auch durch formale Provinzialisierung von Ägypten und Eroberungen in der Alpenregion, Nordspanien sowie auf dem Balkan erweitert. Die Expansion in germanische Gebiete war bald nach der Niederlage des Varus im Jahre 9 abgeschlossen; die Gebiete zwischen Rhein und Elbe wurden nicht provinzialisiert, sondern von den Römern nur indirekt kontrolliert.
Seinen Stiefsohn und späteren Adoptivsohn Tiberius (14–37 n. Chr.), einen in die Ehe mitgebrachten Sohn seiner Frau Livia, schloss Augustus wohl zunächst von der Thronfolge aus (wenngleich das Kaisertum formal nie erblich war), da er ihm wichtige Ämter verweigerte. Augustus hätte einen blutsverwandten Nachfolger bevorzugt. Tiberius ging schließlich ins zeitweilige Exil nach Rhodos, um nicht beseitigt zu werden. Erst nach dem Tod von Augustus’ Neffen Marcellus, des zeitweilig zum Erben designierten Feldherrn Agrippa sowie der beiden Enkel Gaius und Lucius bestimmte Augustus Tiberius zum Nachfolger. Mögliche Zweifel an seiner Legitimation versuchte Tiberius durch demonstratives Zögern bei der Übernahme der mit dem Prinzipat verbundenen Ehren im Senat auszuräumen. Dennoch war das Verhältnis zwischen Kaiser und Senat gestört, so dass die senatorische Geschichtsschreibung Tiberius als Tyrannen schildert. Seine grausamen Charakterzüge sollen während seiner späten Regierungsjahre hervorgetreten sein, die durch angeblichen Hochverrat des Prätorianerpräfekten Lucius Aelius Seianus und die anschließenden Prozesse geprägt waren; die moderne Forschung hat dieses negative Bild in großen Teilen berichtigt.
Ein noch negativeres Bild zeichnen die Geschichtsschreiber vom dritten Kaiser Caligula (37–41), auf dem nach Tiberius’ Tod große Hoffnungen ruhten, der aber, möglicherweise wegen seiner demonstrativen Hinwendung zum orientalischen Königtum, nach seiner Ermordung der Auslöschung des Andenkens verfiel und in der Historiographie als psychisch gestörter Sadist dargestellt wird. Die scheinbar pathologischen Handlungen Caligulas, der angeblich auch sein Lieblingspferd Incitatus in den Senatorenstand erheben wollte, werden in der modernen Forschung oft als Demütigungsrituale des nach Absolutismus strebenden Kaisers verstanden.
Claudius (41–54) war zunächst wegen sichtbarer körperlicher Behinderungen zugunsten Caligulas übergangen worden, war aber nach der Senatsrevolte, die zur Ermordung des Tyrannen führte, einziger legitimer Kandidat. Die Historiographie schildert ihn als introvertierten, seines hohen Amtes kaum fähigen Regenten, der sich geistigen Interessen hingab. In der modernen Forschung wird seine Regierung als eher erfolgreich bewertet, vor allem weil er die Grenzen stabilisierte und die Expansion zu einem Abschluss brachte. Kunstgeschichtliche Forschungen betonen die Einseitigkeit des überlieferten Bildes.
Ähnlich wie Caligula galt auch Nero (54–68), der durch seine ehrgeizige Mutter Agrippina intrigant zur Nachfolge geführt worden war, zunächst als Hoffnungsfigur. In den ersten fünf Regierungsjahren, die in der zeitgenössischen Literatur mit dem augusteischen Begriff des goldenen Zeitalters gewürdigt wurden, stand der jugendliche Nero unter dem Einfluss seines Erziehers, des Philosophen Seneca. Nero wird in der Historiographie als Tyrann und leidenschaftlicher Schauspieler dargestellt, der seine Mutter tötete. Nach der anschließenden Pisonischen Verschwörung mussten sich unter anderem Seneca, Lucan und Petronius das Leben nehmen. Nero wiederum wurde durch den Senat, der ihn zum Staatsfeind erklärt hatte, zum Selbstmord gezwungen. Er verfiel der senatorischen Verurteilung, so dass der Historiker Tacitus den Kaiser gerüchteweise als Urheber des großen Brandes in Rom nennt, den dieser zum Bau seiner Palastanlagen nutzte. Durch die anschließenden Christenverfolgungen, bei denen angeblich auch Paulus starb, ist seine Überlieferung in christlicher Zeit weiter in Misskredit geraten. Auch durch die althistorische Forschung wurde seine Regierungszeit eher negativ bewertet, was beispielsweise das Verhältnis zur senatorischen Oberschicht und die Vernachlässigung der Armee betraf.
Die Anfeindung Neros mit den beiden herrschaftslegitimierenden Gruppen, Senat und Heer, führte zur Delegitimation der julisch-claudischen Familie und in den Bürgerkrieg. Die bedeutende Rolle des Heeres zeigte sich im Vierkaiserjahr, in welchem sich die Generäle Galba, Otho und Vitellius als kurzzeitige Herrscher ablösten und aus dem schließlich Vespasian als Sieger hervorging. Nach seinem Familiennamen wird seine Dynastie die Flavier genannt.

## Die Flavier und die Adoptivkaiser
Vespasian (69–79) wird in der Historiographie als das völlige Gegenbild Neros dargestellt: Er war bodenständig, humorvoll und galt als gerechter Herrscher. In seiner Regierungszeit wurde der schon unter Nero ausgebrochene Aufstand in Judäa im Jahr 70 blutig niedergeworfen. Auch gegen die Germanen ging Vespasian hart vor, sicherte die Grenzen am Rhein sowie im Osten gegen die Parther, reorganisierte das Heer und sanierte die Finanzen. Und obwohl er gute Beziehungen zum Senat pflegte, zog er immer mehr Befugnisse an sich, ohne aber die Fassade der „republikanischen Ordnung“ niederzureißen. Die durch Herkunft mangelnde Legitimation der Flavier sollte durch öffentliche Bauten wie das Kolosseum und den Titusbogen hergestellt werden. Die überlieferte Hälfte seines Antrittsgesetzes (Lex de imperio Vespasiani), das wahrscheinlich in ähnlicher Form an seine Vorgänger verliehen worden war, kann in ihrer sogenannten diskretionären Klausel als Übertragung der absoluten Herrschaftsgewalt gedeutet werden, doch wird der schwierige Text auch anders interpretiert.
Nach seinem Tod regierten seine Söhne Titus (79–81) und Domitian (81–96) insgesamt erfolgreich. Titus’ Regierungszeit wurde vom Ausbruch des Vesuv und dem Ausbruch einer Seuche überschattet. Seine rasch eingeleiteten Hilfsmaßnahmen und seine Großzügigkeit sorgten jedoch dafür, dass sein Name in guter Erinnerung blieb. 81 starb Titus, und sein ehrgeiziger und teils zu Grausamkeit neigender Bruder Domitian bestieg den Thron, wobei Gerüchte aufkamen, dass er Titus vergiftet habe, die aber völlig unbewiesen sind. Ohnehin zeichnen die Quellen ein düsteres Bild von Domitian, das aber stark tendenziös gefärbt ist. Domitian knüpfte an die Germanienpolitik seines Vaters an und unternahm mehrere erfolgreiche Feldzüge. Obwohl bei Heer und Volk beliebt, regte sich aufgrund manch grausamer Handlung und seines autokratischen Regierungsstils (er ließ sich als dominus et deus, als „Herr und Gott“ titulieren) Widerstand bei Hofe, was schließlich im Jahre 96 zu seiner Ermordung führte. Eine ihm in älteren Darstellungen oft zur Last gelegte Christenverfolgung war eher regionaler Natur und keineswegs systematisch.
Mit Domitian lässt man oft die Frühe Kaiserzeit enden und die Hohe Kaiserzeit beginnen. Es folgten nun die so genannten Adoptivkaiser, die den angeblich „Besten auswählten“ – was freilich mehr dem Umstand Rechnung trug, dass sie keine Söhne hatten. Nerva (96–98), ein doch insgesamt schwacher und greiser Princeps, erwählte – wohl unter Zwang – den dynamischen Trajan (98–117) zu seinem Nachfolger. Dieser war der erste Kaiser, der aus den Provinzen stammte, nämlich aus Hispanien. Trajan, der bemüht war, sich deutlich von Domitian abzusetzen, obwohl er den Flaviern loyal gedient hatte und faktisch in vielem an diese anknüpfte, unterwarf Dakien und zeitweilig auch weite Teile des Partherreichs in langwierigen und teils erbittert geführten Kämpfen (siehe auch Partherkriege, die im 2. Jahrhundert am intensivsten waren). Das Reich hatte im Jahre 117 denn auch seine größte Ausdehnung erreicht (von Schottland bis zur Sahara, von Spanien und dem Donauraum bis in den heutigen Irak). Im Rücken der Römer brach jedoch bereits 115 ein jüdischer Aufstand aus, und die Parther gingen in die Offensive; da starb im Jahre 117 Trajan recht überraschend. Sein Nachfolger Hadrian (117–138), der angeblich von Trajan auf dem Totenbett als Nachfolger bestimmt worden war, sah die Ressourcen Roms deutlich überstrapaziert und gab daher die bedrohten Eroberungen im Osten wieder auf (Rücknahme der Grenze bis an den Euphrat). Hadrian hatte schwere Konflikte mit dem Senat zu bestehen, da es nach seinem Herrschaftsantritt zur Ermordung mehrerer Senatoren gekommen war. Doch entfaltete sich unter seiner Herrschaft eine gewisse kulturelle Blüte, getragen von Hadrians Philhellenentum, die selbst der schwere jüdische Aufstand 132–135 nicht schmälern konnte.

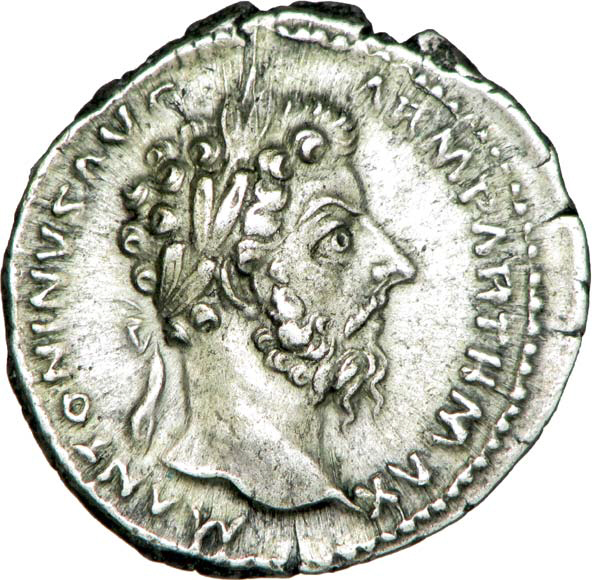
Denar Mark Aurels

Hadrians defensive Politik wurde von seinem Nachfolger Antoninus Pius (138–161) fortgesetzt, dessen Regierung als Friedenszeit in Erinnerung blieb. Diese Ruhe endete unter Mark Aurel (161–180), der Lucius Verus bis zu dessen Tod 169 zum Mitherrscher hatte, wobei er ihm freilich an auctoritas überlegen war. Mark Aurel wird wegen seiner Neigung zur Philosophie – er war Stoiker – traditionell der „Philosoph auf dem Kaiserthron“ genannt. Er sah sich gezwungen, mehrere Kriege zu führen: Im Osten kam es zwischen 161 und 166 zu schweren Abwehrkämpfen gegen die Parther, die schließlich besiegt werden konnten. Dazu trat 165/166 eine Seuchenwelle auf (so genannte Antoninische Pest); die Seuche wurde von den aus dem Osten zurückkehrenden römischen Truppen ins Imperium eingeschleppt und sollte dem Reich schwer zusetzen. Das Reich erlebte unter Mark Aurel auch die Vorwehen der Völkerwanderung, deren Auswirkungen zu den Ursachen für seinen späteren Untergang gehörten: Es kam zu zwei Kriegen gegen die Markomannen, Quaden und Sarmaten an der mittleren Donau (Markomannenkriege: 167–175 und 178–180). In diesen Abwehrkämpfen gelang es den römischen Truppen nur mit Mühe, die Eindringlinge zurückzuwerfen, doch konnte der Kaiser schließlich sogar zu einer Gegenoffensive übergehen. Mitten im Feldzug starb Mark Aurel in Vindobona. Seine Entscheidung, seinen leiblichen Sohn Commodus (180–192) zum Nachfolger zu machen, setzte der Epoche des Adoptivkaisertums ein Ende.

## Die Severer und die Reichskrise des 3. Jahrhunderts
Commodus, der Ende 192 einer Verschwörung zum Opfer fiel, werden in Anlehnung an Neros leidenschaftliche Schauspielerei Auftritte als Gladiator und pathologische Züge zugeschrieben, wobei die Überlieferung durch die Historia Augusta stark tendenziös ist. Sein Tod läutete eine weitere unruhige Zeit ein, denn die zunehmend herrschaftslegitimierende Macht des Heeres führte in das zweite Vierkaiserjahr, in dem sich der aus der Provinz Africa stammende Septimius Severus (193–211) durchsetzte. Er stabilisierte die Grenzen und innere Ordnung Roms und begründete die Dynastie der Severer. Sein Sohn und Nachfolger Caracalla (211–217), der seinen Bruder und Mitkaiser Geta kurzerhand ermorden ließ, erließ 212 die Constitutio Antoniniana, die allen freien Bewohnern des Imperiums das Bürgerrecht (und die Steuerpflicht) einbrachte. Die Kämpfe am Rhein gegen die Germanen, vor allem die Alamannen, und im Osten gegen das Partherreich verschärften sich bald darauf. Noch während eines begonnenen Partherfeldzugs wurde Caracalla 217 ermordet. Ihm folgten für jeweils kurze Zeit Macrinus (der an der Ermordung Caracallas beteiligt gewesen war und Frieden mit den Parthern schloss) und Elagabal nach, bevor mit Severus Alexander (222–235) der letzte Severer den Thron bestieg. Er erwies sich insgesamt als ein eher schwacher Kaiser. Im Osten führte er Krieg gegen die Sassaniden und Alamannen; 235 wurde er von aufständischen Soldaten in Mainz ermordet. Nach seinem Tod folgte die unruhige Zeit der Soldatenkaiser.
Die Zeit der Soldatenkaiser war geprägt von einem schnellen Wechsel der Herrscher, aber auch von einem konstanten inneren und äußeren Druck (Reichskrise des 3. Jahrhunderts), wobei es auch teils zu wirtschaftlichen Problemen kam. Das seit der frühen Kaiserzeit bewährte „Akzeptanzsystem“, demnach die Legitimität jedes princeps grundsätzlich auf der Zustimmung von Heer, Senat und Bevölkerung von Rom beruhte, stieß an seine Grenzen; das Heer an den Grenzen wurde nun der einzig ausschlaggebende politische Faktor. Im Inneren spaltete sich 260 das gallische Sonderreich von Rom ab. Im Norden blieb der Druck durch angrenzende Völker bestehen, im Osten wurde das neupersische Sassanidenreich ein gefährlicher Gegner. Kaiser Valerian geriet 260 sogar in Gefangenschaft, was den Tiefpunkt des Prestiges Roms im Osten bedeutete. Derweil übernahm Palmyra die Kontrolle über weite Teile Kleinasiens und Ägyptens. Diese zentrifugalen Effekte konnten erst nach einigen Anstrengungen behoben werden. Vor allem Kaiser Aurelian (270–275) konnte die Lage wieder stabilisieren und verlorene Gebiete wiedergewinnen.
Kaiser Carus (282–283) blieb gegen die Sassaniden siegreich. Sein Tod (bzw. der seines Sohnes Carinus) beendet das Zeitalter der Soldatenkaiser, denn sein Nachfolger Diokletian führte umfangreiche Reformen durch, unter anderem die Teilung der Kaiserherrschaft in die Viererherrschaft (Tetrarchie), mit denen allgemein der Beginn der Spätantike verbunden wird.
Die vorausgehenden Epochen werden meist in die Frühe (Augustus bis Domitian) und Hohe (Nerva bis Carinus) Kaiserzeit unterteilt. Schließt man die späte Kaiserzeit (bzw. Spätantike) ein, so sind gängige Daten für das Ende der Kaiserzeit in Abgrenzung zum Mittelalter und der byzantinischen Zeit das Jahr 476 (Absetzung des weströmischen Kaisers Romulus Augustulus), 565 (Tod des oströmischen Kaisers Justinian I.) oder das frühe 7. Jahrhundert (Islamische Expansion). Kulturhistorisch wird oft die Schließung der platonischen Akademie durch Justinian I. 529 sowie die im gleichen Jahr erfolgte Gründung des ersten Benediktinerklosters in Monte Cassino als markantes Datum im Übergang von der Antike zum Mittelalter genannt.
Zur Problematik des „Endes der Antike“ und der nachfolgenden Entwicklung ab Diokletian siehe vor allem die entsprechenden Ausführungen im Artikel Spätantike.

## Archäologische Definition
| Völkerwanderungszeit nach Eggers | Völkerwanderungszeit nach Eggers |
| -------------------------------- | -------------------------------- |
| D                                | 375–568 n. Chr.                  |
| Römische Kaiserzeit nach Eggers  |                                  |
| C3                               | 300–375 n. Chr.                  |
| C2                               | 200–300 n. Chr.                  |
| C1                               | 150–200 n. Chr.                  |
| B2                               | 50–150 n. Chr.                   |
| B1                               | 0–50 n. Chr.                     |
| Latènezeit                       |                                  |
| D                                | 150–15 v. Chr./ 0                |
| C                                | 250–150 v. Chr.                  |
| B                                | 380–250 v. Chr.                  |
| A                                | 450–380 v. Chr.                  |

In der Archäologie, vor allem in der Ur- und Frühgeschichte, wird traditionell ein Abschnitt (circa 1 bis 375 n. Chr.) der Frühgeschichte der an das Imperium Romanum angrenzenden Gebiete Europas als Römische Kaiserzeit bezeichnet. 375 gilt dabei herkömmlicherweise als Beginn der Völkerwanderung (siehe auch Völkerwanderungszeit). Die chronologische Gliederung durch Hans Jürgen Eggers in die Stufen B1 und B2 (frühe römische Kaiserzeit) und C1–C3 (späte römische Kaiserzeit) beruht auf der Datierung des römischen Importgutes in der Germania magna und dem übrigen Barbaricum, wird aber in der jüngeren Forschung in Frage gestellt.